# 1006
1006. је била проста година.

## Догађаји
- Данска инвазија на Енглеску. Шести поход данског краља Свена I Рашљобрадог на Енглеску.
- Дански напад на Тиел (Фрисланд).
- Бруно, брат краља Хајнриха II , постаје принц-бискуп Аугсбурга
- Сусрет Хајнриха II са бургундским краљем Рудолфом III на горњој Рајни. Преговори се тичу питања сукцесије, пошто Рудолф нема деце, као и Базелске бискупије која постаје део царства.
- Хајнрих II  поставља свог зета Дитриха Луксембуршког за бискупа Меца.
- У Доњој Лорени, гроф Болдвин се побунио против Хајнриха II, заузевши град Валенсијен. Хајнриха II више пута покушава да поврати Валенсијен, али не успева да прикупи војску потребну за ту сврху.
- Закључивање уговора о миру и сарадњи између Роберта II Француске и Хајнриха II.
- Кина (династија Сунг) признаје независност државе Западни Сју.
- Трговински споразум између Кијевска Русије и Волго-Камске Бугарске.

- 30. април — SN 1006, најсветлија забележена супернова, први пут се појавила у сазвежђу Вук.

## Рођења
- Википедија:Непознат датум — Константин X, будући византијски цар.